# Maurice Palmade
Pour les articles homonymes, voir Palmade.
Maurice Palmade, né le 4 octobre 1886 à Rochefort-sur-Mer  (Charente-Inférieure, aujourd'hui Charente-Maritime) et mort le 3 janvier 1955 à  Bordeaux (Gironde), est un homme politique français. Il fut député puis sénateur de la Charente-Inférieure dans l'entre-deux-guerres et trois fois ministre du Budget entre 1930 et 1932.

## Biographie
Il est issu d'une vieille famille de Saintonge, petit-fils de notaire et fils de médecin. Après des études au lycée de Rochefort, il entre à la faculté de droit de Bordeaux puis à celle de Paris. Il obtient une licence en 1909 puis l'agrégation en 1912. Il devient alors enseignant à la faculté de Poitiers puis à celle de Bordeaux en 1914. 
Au début de la Première Guerre mondiale, il est sergent de réserve dans l'infanterie. Il est promu fera sous-lieutenant en septembre 1914, puis lieutenant en 1916. Il participe à la bataille de Verdun durant laquelle il est blessé. Il est alors cité à l'ordre de l'armée. Après sa convalescence, il repart au front avec le 48e régiment d'infanterie jusqu'à la fin de la guerre. 
Il se présente en Charente-Inférieure aux  élections législatives de 1919 sur la liste républicaine, mais c'est la liste du Bloc national qui l'emporte. Il est élu en décembre 1919 au Conseil général de la Charente-Inférieure pour le canton Nord de Rochefort. Il est élu député lors des élections de 1924, tête de liste départementale de l'Union des gauches. Pour les élections de 1928, le scrutin d'arrondissement est rétabli, Maurice Palmade est alors élu député de l'arrondissement de Saintes, puis réélu en 1932 et 1936 (au second tour pour cette dernière élection).
A la chambre des députés, il est à membre à partir de 1925 de la Commission des finances où il est rapporteur du budget du ministère de l'Intérieur puis surtout rapporteur du budget du ministère des Finances, poste qu'il conservera longtemps. Il prône alors la rigueur budgétaire.
En février 1930, le président du Conseil, Camille Chautemps, l'appelle lors de la formation de son premier gouvernement pour être ministre chargé du Budget mais faute d'une majorité stable à la Chambre, le cabinet Chautemps est remplacé quelques jours plus tard par le deuxième gouvernement Tardieu où c'est Louis Germain-Martin qui prend le portefeuille du Budget. Mais ce gouvernement est lui aussi rapidement renversé, en décembre 1930, mis en minorité au Sénat. Théodore Steeg devient président du Conseil et rappelle pour son gouvernement en décembre 1930 Palmade au ministère du Budget, Louis Germain-Martin prenant le ministère des Finances, alors que la crise économique mondiale se fait sentir en France. Mais alors que la discussion budgétaire est à peine entamée, le cabinet est mis en minorité sur la politique agricole et doit démissionner dès le mois suivant, en janvier 1931. Après les élections législatives de 1932 qui marquent une poussée de la gauche, le troisième gouvernement Herriot est formé en juin et Palmade est de nouveau ministre du Budget. Il défend alors la baisse des dépenses militaires et administratives, la hausse des impôts de bourse et sur le revenu et l'augmentation des tarifs postaux, mesures destinées à rétablir l'équilibre budgétaire de l'État. Mais en décembre 1932, le gouvernement Henriot est renversé sur la question de la dette française vis-à-vis des États-Unis marquant la fin de la carrière ministérielle de Palmade.
Palmade va alors de plus en plus se consacrer à la défense des intérêts agricoles de sa région dont la protection du Cognac et la régularisation du cours du prix du lait et du beurre. En 1937, il devient président de l'Association centrale des laiteries des Charente et du Poitou. Cette même année, il est élu président du Conseil général de Charente-Inférieure. 
.  
L'année suivante, le 27 mars 1938, Maurice Palmade se présente à une élection sénatoriale complémentaire en Charente-Inférieure et obtient 822 voix sur 1008 votants. Il doit de nouveau se présenter quelques mois plus tard, le 23 octobre, lors du renouvellement la série à laquelle son poste de sénateur appartient. Il est alors réélu avec 681 voix sur 1010 votants.
Le 10 juillet 1940, il vote des pleins pouvoirs constituants à Philippe Pétain.

## Mandats électifs
- Député radical de la Charente-Inférieure de 1924 à 1938
- Sénateur de la Charente-Inférieure de 1938 à 1940
- Conseiller général de la Charente-Inférieure de 1919 à 1940
  - Président du Conseil général en 1937[1]

## Mandats ministériels
- ministre du Budget du 21 février 1930 au 2 mars 1930 dans le gouvernement Camille Chautemps (1)
- Ministre du Budget du 13 décembre 1930 au 27 janvier 1931 dans le gouvernement Théodore Steeg
- Ministre du Budget du 3 juin 1932 au 18 décembre 1932 dans le gouvernement Édouard Herriot (3)

## Distinctions
- Chevalier de la Légion d'honneur (décret du 27 décembre 1934)[2].
- Croix de guerre 1914–1918, palme de bronze

### Sources
- « Maurice Palmade », dans le Dictionnaire des parlementaires français (1889-1940), sous la direction de Jean Jolly, PUF, 1960 [détail de l’édition]